# Boreosaragus lugubris
Boreosaragus lugubris is een keversoort uit de familie zwartlijven (Tenebrionidae). De wetenschappelijke naam van de soort is voor het eerst geldig gepubliceerd in 1897 door Lea.